# Ibrahim Said
Ibrahim Said (Alexandria, 16 de outubro de 1979) é um futebolista profissional egípcio que atua como defensor.

## Carreira
Ibrahim Said representou o elenco da Seleção Egípcia de Futebol no Campeonato Africano das Nações de 2008.

## Títulos
Seleção Egípcia
- Campeonato Africano das Nações: 2006 e 2008.